# Онли, Дэвид
Дэвид Чарльз Онли (англ. David Charles Onley; 12 июня 1950, Мидленд, Онтарио — 14 января 2023) — канадский тележурналист и общественный деятель, лейтенант-губернатор Онтарио в 2007—2014 годах. Первый лейтенант-губернатор Онтарио с физическими ограничениями. Кавалер ордена Канады (2016), рыцарь справедливости ордена Святого Иоанна Иерусалимского (2007).

## Биография
Родился в 1950 году в Мидленде (Онтарио) и вырос в Скарборо в Большом Торонто. В возрасте трёх лет заболел полиомиелитом и на всю оставшуюся жизнь остался частично парализованным. Окончил школу в Скарборо, а затем, в 1975 году, получил в Торонтском университете первую степень с отличием по политологии. Увлекался темами науки и космонавтики и в 1981 году опубликовал роман «Шаттл».
Поступил на юридический факультет Уинсорского университета, но в итоге отказался от юридической карьеры ради работы на радио и телевидении. Контакты с индустрией телерадиовещания завязал во время промотура своего романа. С начала 1980-х годов вёл еженедельную рубрику «Шаг вперёд» в программе «Sunday Sunday» на радио CFTR. Оттуда перешёл на радио CFRB, где вёл еженедельную программу о науке, а затем на национальную сеть радиовещания CKO. С 1984 года начал работу в телевизионной компании Citytv. В первые годы на Citytv представлял в новостях прогноз погоды. Приобрёл широкую известность в 1986 году в связи с освещением катастрофы космического челнока «Челленджер», где использовал свои глубокие знания по теме. В 1989 году стал первым утренним ведущим новой программы «Breakfast Television», в дальнейшем вёл образовательные программы и передачи о науке и технологии. Вёл также новости и программу о компьютерах и Интернете «Home Page» на канале CP24.
Онли, ставший первым в Канаде ведущим телевизионных новостей с физическими ограничениями, проявил себя как популяризатор темы инвалидности и защитник интересов людей с ограниченными возможностями, включая равные права на трудоустройство. Он настоял на том, чтобы во время передач камера показывала его целиком, вместе с приспособлениями, которые он использовал для передвижения, а не только верхнюю половину тела. Занимал пост председателя консультативного совета по стандартам доступности для людей с ограниченными возможностями при правительстве Онтарио (с 2005 года), входил в советы по доступности для людей с ограниченными возможностями торонтских спортивных комплексов SkyDome и Air Canada Centre, участвовал в работе Канадского фонда для людей с физической инвалидностью.

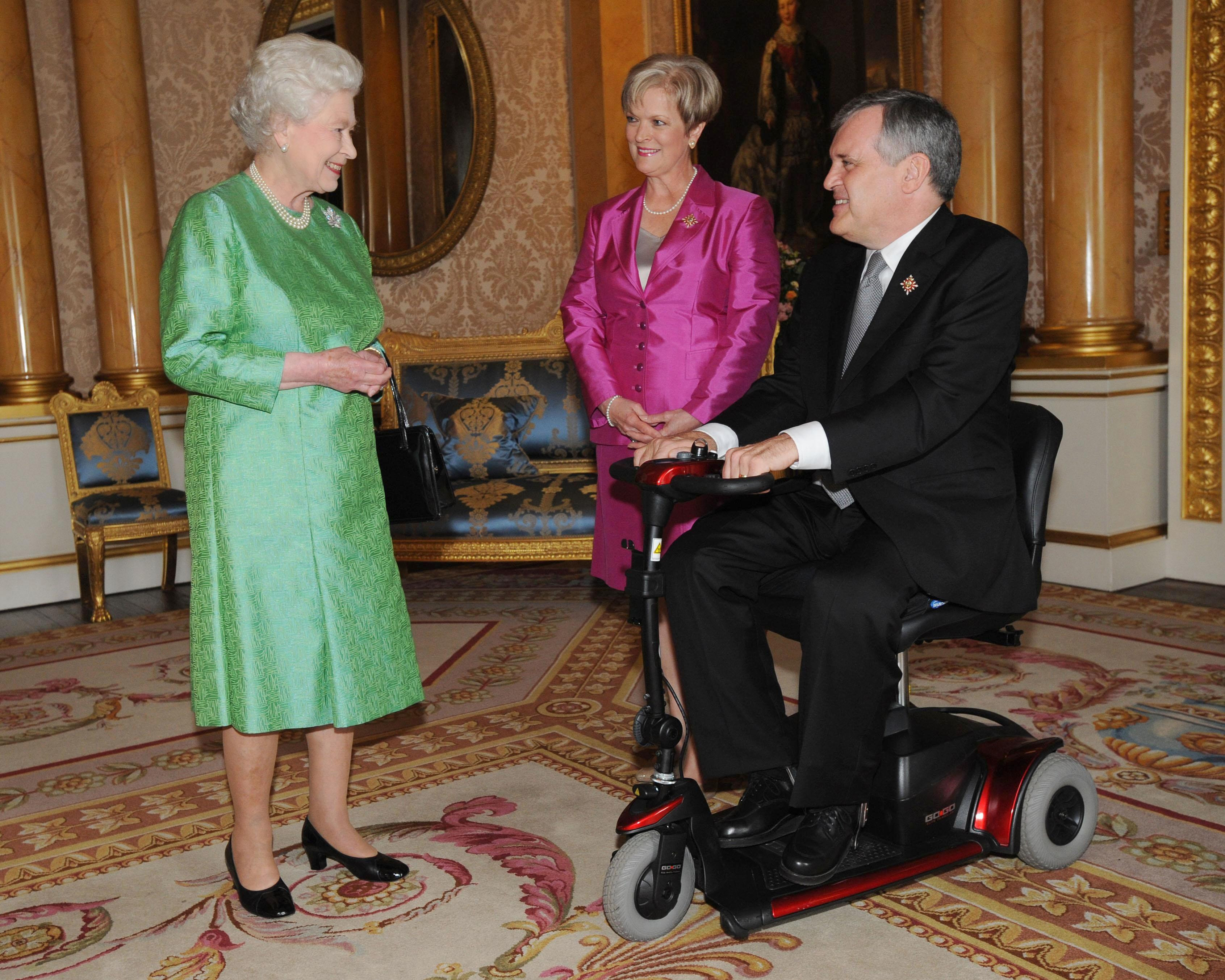
Дэвид Онли с королевой Елизаветой II, 2008 год

В июле 2007 года назначен лейтенант-губернатором Онтарио, став первым человеком с физическими ограничениями, занявшим этот пост. Оставался в должности до сентября 2014 года — на тот момент второй по продолжительности срок на этом посту с момента его создания в 1791 году. В 2008 и 2012 годах представлял Канаду на зимних Паралимпийских играх.
По окончании пребывания на посту лейтенант-губернатора преподавал на отделении политологии в Торонтском университете в Скарборо, занимал должность консультанта вице-президента университета по исследованиям ограниченных возможностей. Продолжил общественную деятельность как популяризатор тем физических ограничений. В 2017 году был представителем Канады на Invictus Games — мультиспортивных соревнованиях для раненых ветеранов. В 2019 году провёл независимую экспертную оценку законопроекта Онтарио об условиях для людей с ограниченными возможностями — первого закона такого рода среди всех канадских провинций. Онли проедставил резко критические выводы по законопроекту, продемонстрировав, что он не сможет обеспечить поставленную цель — достижения полного равенства для людей с ограниченными возможностями к 2025 году.
Скончался в январе 2023 года, оставив после себя жену Рут Энн и троих сыновей.

## Признание заслуг
Деятельность Дэвида Онли отмечена производством в 2016 году в кавалеры ордена Канады. Он также был произведён в рыцари справедливости ордена Святого Иоанна Иерусалимского (2007) и кавалеры ордена Онтарио, награждён медалями «В память 125-летия Канадской конфедерации» и Бриллиантового юбилея королевы Елизаветы II.
Имя Онли включено в списки Канадского зала славы людей с ограничениями и фигурирует на Аллее славы Скарборо. Он был лауреатом премии Кинга Клэнси и премии за достижения Рика Хансена, ему были присвоены почётные степени 11 вузов, в том числе Торонтского университета (2009), Карлтонского университета (2011) и Канадского христианского колледжа. Онли, во время пребывания в должности лейтенант-губернатора Онтарио носивший чин полковника Йоркских рейнджеров королевы (1-й американский полк), также был почётным полковником 25-й резервной роты полевой медицины.